# Canton d'Angers-6
Le canton d'Angers-6 est une circonscription électorale française du département de Maine-et-Loire.

## Histoire
Le canton d'Angers-VI a été créé par décret du 23 juillet 1973 redécoupant les cantons d'Angers-Est, Angers-Sud, Angers-Ouest et Angers-Nord en sept cantons.
Il est supprimé par le décret du 23 janvier 1985 réorganisant les cantons d'Angers. Son territoire est repris par le canton d'Angers-Ouest.
Un nouveau découpage territorial de Maine-et-Loire entre en vigueur à l'occasion des élections départementales de 2015. Il est défini par le décret du 26 février 2014, en application des lois du 17 mai 2013 (loi organique 2013-402 et loi 2013-403). Les conseillers départementaux sont, à compter de ces élections, élus au scrutin majoritaire binominal mixte. Les électeurs de chaque canton élisent au Conseil départemental, nouvelle appellation du Conseil général, deux membres de sexe différent, qui se présentent en binôme de candidats. Les conseillers départementaux sont élus pour 6 ans au scrutin binominal majoritaire à deux tours, l'accès au second tour nécessitant 12,5 % des inscrits au 1er tour. En outre la totalité des conseillers départementaux est renouvelée. Ce nouveau mode de scrutin nécessite un redécoupage des cantons dont le nombre est divisé par deux avec arrondi à l'unité impaire supérieure si ce nombre n'est pas entier impair, assorti de conditions de seuils minimaux. En Maine-et-Loire, le nombre de cantons passe ainsi de 41 à 21. Le canton d'Angers-6 est recréé par ce décret.
Il est formé d'une fraction d'Angers et de communes des anciens cantons de Seiches-sur-le-Loir (11 communes), de Durtal (1 commune), de Tiercé (2 communes), d'Angers-Nord-Est (3 communes) et d'Angers-Est (1 commune). Il est entièrement inclus dans l'arrondissement d'Angers. Le bureau centralisateur est situé à Angers.

## Représentation

### Représentation de 1973 à 1985
| Période | Période | Identité  | Étiquette       | Qualité                                                    |
| ------- | ------- | --------- | --------------- | ---------------------------------------------------------- |
| 1973    | 1985    | Jean Turc | CNI puis UDF-PR | Horticulteur Maire d'Angers (1963-1977) Député (1956-1962) |

### Représentation depuis 2015
| Période élective | Période élective | Mandat | Mandat   | Identité            | Nuance | Nuance | Qualité |
| ---------------- | ---------------- | ------ | -------- | ------------------- | ------ | ------ | --- |
| 2015             | 2021             | 2015   | 2021     | François Gernigon   |        | DVD    | Comptable Maire de Saint-Sylvain-d'Anjou (2014 → 2015) Maire de Verrières-en-Anjou (2016 → 2022)                               |
| 2015             | 2021             | 2015   | 2021     | Véronique Goukassow |        | DVD    | Juriste Adjointe au maire de Seiches-sur-le-Loir                                                                               |
| 2021             | 2028             | 2021   | en cours | François Gernigon   |        | HOR    | Conseiller sortant, membre d'Horizons Maire de Verrières-en-Anjou (2016 → 2022) Député de Maine-et-Loire (1re circ.) (2022 → ) |
| 2021             | 2028             | 2021   | en cours | Véronique Goukassow |        | DVD    | Conseillère sortante |

### Résultats détaillés

#### Élections de mars 2015
À l'issue du 1er tour des élections départementales de 2015, deux binômes sont en ballottage : François Gernigon et Véronique Goukassow (Union de la Droite, 31,95 %) et Marc Berardi et Rachel Capron (PS, 28,04 %). Le taux de participation est de 49,39 % (14 387 votants sur 29 127 inscrits) contre 49,68 % au niveau départemental et 50,17 % au niveau national.
Au second tour, François Gernigon et Véronique Goukassow (Union de la Droite) sont élus avec 51,73 % des suffrages exprimés et un taux de participation de 48,12 % (6 517 voix pour 14 017 votants et 29 129 inscrits).

#### Élections de juin 2021
Le premier tour des élections départementales de 2021 est marqué par un très faible taux de participation (33,26 % au niveau national). Dans le canton d'Angers-6, ce taux de participation est de 29,89 % (9 197 votants sur 30 769 inscrits) contre 29,36 % au niveau départemental. À l'issue de ce premier tour, deux binômes sont en ballottage : François Gernigon et Véronique Goukassow (DVD, 48,3 %) et Sylvie Chiron Pesnel et Alain Pagano (Union à gauche avec des écologistes, 35,91 %).
Le second tour des élections est marqué une nouvelle fois par une abstention massive équivalente au premier tour. Les taux de participation sont de 34,36 % au niveau national, 30,37 % dans le département et 30,68 % dans le canton d'Angers-6. François Gernigon et Véronique Goukassow (DVD) sont élus avec 59,73 % des suffrages exprimés (5 274 voix pour 9 442 votants et 30 776 inscrits),,. 

## Composition

### Composition de 1973 à 1985
Lors de sa création, le canton d'Angers-VI était composé de :
- les communes de Beaucouzé et de Bouchemaine,
- la portion de territoire de la ville d'Angers déterminée par le carrefour boulevard Gaston-Dumesnil-boulevard Henri-Arnault, le boulevard Gaston-Dumesnil compris, la place Montprofit, le boulevard Clemenceau du numéro 17 à la fin et du numéro 30 à la fin, la rue de la Meignanne comprise, la limite avec les communes d'Avrillé, Beaucouzé et Bouchemaine, la rive droite de la Maine depuis la limite de la ville d'Angers avec la commune de Sainte-Gemmes-sur-Loire jusqu'au pont de la Basse-Chaîne.

### Composition depuis 2015
| Nom                            | Code Insee | Intercommunalité          | Superficie (km2) | Population (dernière pop. légale)                | Densité (hab./km2) | Modifier                                    |
| ------------------------------ | ---------- | ------------------------- | ---------------- | ------------------------------------------------ | ------------------ | ------------------------------------------- |
| Angers (bureau centralisateur) | 49007      | CU Angers Loire Métropole | 42,71            | Fraction : 7 703 (2022) Commune : 157 555 (2022) | 3 689              | modifier les données · modifier les données |
| La Chapelle-Saint-Laud         | 49076      | CC Anjou Loir et Sarthe   | 10,63            | 820 (2022)                                       | 77                 | modifier les données · modifier les données |
| Cornillé-les-Caves             | 49107      | CC Anjou Loir et Sarthe   | 10,38            | 481 (2022)                                       | 46                 | modifier les données · modifier les données |
| Corzé                          | 49110      | CC Anjou Loir et Sarthe   | 31,49            | 1 982 (2022)                                     | 63                 | modifier les données · modifier les données |
| Huillé-Lézigné                 | 49174      | CC Anjou Loir et Sarthe   | 21,83            | 1 304 (2022)                                     | 60                 | modifier les données · modifier les données |
| Jarzé Villages                 | 49163      | CC Anjou Loir et Sarthe   | 60,50            | 2 792 (2022)                                     | 46                 | modifier les données · modifier les données |
| Marcé                          | 49188      | CC Anjou Loir et Sarthe   | 21,09            | 846 (2022)                                       | 40                 | modifier les données · modifier les données |
| Montreuil-sur-Loir             | 49216      | CC Anjou Loir et Sarthe   | 11,99            | 565 (2022)                                       | 47                 | modifier les données · modifier les données |
| Rives-du-Loir-en-Anjou         | 49377      | CU Angers Loire Métropole | 47,23            | 5 642 (2022)                                     | 119                | modifier les données · modifier les données |
| Saint-Barthélemy-d'Anjou       | 49267      | CU Angers Loire Métropole | 14,58            | 9 496 (2022)                                     | 651                | modifier les données · modifier les données |
| Seiches-sur-le-Loir            | 49333      | CC Anjou Loir et Sarthe   | 28,83            | 2 853 (2022)                                     | 99                 | modifier les données · modifier les données |
| Sermaise                       | 49334      | CC Anjou Loir et Sarthe   | 7,19             | 341 (2022)                                       | 47                 | modifier les données · modifier les données |
| Verrières-en-Anjou             | 49323      | CU Angers Loire Métropole | 24,83            | 7 946 (2022)                                     | 320                | modifier les données · modifier les données |
| Canton d'Angers-6              | 4906       |                           |                  | 42 771 (2022)                                    |                    | modifier les données                        |

Lors de sa création, le canton d'Angers-6 comprenait dix-huit communes et une fraction de la commune d'Angers.
À la suite de la création des communes nouvelles de Huillé-Lézigné, Jarzé Villages, Rives-du-Loir-en-Anjou et Verrières-en-Anjou, le canton comprend désormais :
1. douze communes entières,
2. la partie de la commune d'Angers située à l'est d'une ligne définie par l'axe des voies et limites suivantes : depuis la limite territoriale de la commune de Saint-Barthélemy-d'Anjou, avenue Victor-Chatenay, avenue Pasteur, rue Emile-Blavier, rue de Jérusalem, rue Edouard-et-Renée-Cœffard, boulevard des Deux-Croix, rue Joseph-Cussonneau, avenue Montaigne, jusqu'à la limite territoriale de la commune de Saint-Barthélemy-d'Anjou.

## Démographie
En 2022, le canton comptait 42 771 habitants, en évolution de +4,27 % par rapport à 2016 (Maine-et-Loire : +2,12 %, France hors Mayotte : +2,11 %).
| 2013   | 2018   | 2022   |
| ------ | ------ | ------ |
| 40 633 | 41 432 | 42 771 |